# Ostbahnhof (métro léger de Francfort)
Ne doit pas être confondu avec Ostbahnhof (métro de Munich).
Ostbahnhof est une station du métro de Francfort. La station est sur la U6 dans la district de Ostend. C'est le terminus de la ligne 6. Il y a des correspondances avec des trains régionaux (S-Bahn).